# Мондини ди Сопра (Виченца)
Мондини ди Сопра је насеље у Италији у округу Виченца, региону Венето.
Према процени из 2011. у насељу је живело 24 становника. Насеље се налази на надморској висини од 735 м.